# In Rainbows
In Rainbows è il settimo album in studio del gruppo musicale inglese Radiohead, pubblicato il 10 ottobre 2007 per il download digitale con il sistema pay what you want, e il 3 dicembre 2007 in edizione fisica da XL Recordings.
L'album è stato prodotto tra il 2005 e il 2007, inizialmente con il produttore Mark Stent e successivamente con lo storico produttore del gruppo Nigel Godrich. È stato ben accolto dalla critica musicale, e ha raggiunto le seguenti posizioni nella classifica dei migliori album del 2007: 2º posto secondo TIME e The Guardian, 3º posto secondo NME, 4º posto secondo Pitchfork.
Nel 2012 il disco è stato incluso nella Lista dei 500 migliori album secondo Rolling Stone al 336º posto.

## Descrizione
È stato pubblicato il 10 ottobre 2007 in forma di download digitale e, a partire dal 3 dicembre 2007, è disponibile in formato tangibile "discbox" (2 CD).
L'opera ha sfruttato un innovativo sistema di distribuzione digitale: fino alla pubblicazione nei negozi, è stato infatti possibile scaricare i brani esclusivamente dal sito della band, a un prezzo a libera scelta del compratore. L'utilizzo di questo sistema era già stato azzardato in precedenza da altri gruppi, ma mai da un gruppo di calibro mondiale come sono i Radiohead.
La custodia del formato tangibile è stata realizzata in cartone e, essendo il materiale fragile, sono stati inseriti degli adesivi con i loghi del disco da attaccare in un cofanetto vuoto nel caso quello originale si rompa.

## Accoglienza
Stando alle prime statistiche di vendita, già prima della pubblicazione nei negozi l'album aveva fruttato al gruppo inglese cospicue entrate, grazie anche all'assenza di intermediazione da parte di una casa discografica.
Un mese circa dopo l'uscita dell'album, incominciarono a circolare voci contrastanti sull'effettivo riscontro commerciale. Secondo la società di monitoraggio statistico comScore, a inizio novembre 2007 il 60% degli utenti che avevano scaricato l'album avevano scelto di non pagarlo. Inoltre fu segnalato che, sebbene il download fosse potenzialmente gratis e non vi fosse alcuna restrizione per l'utilizzo dei file mp3 delle canzoni, il giorno stesso dell'uscita 240 000 utenti avrebbero scaricato In Rainbows illegalmente con programmi di file sharing, primo fra tutti BitTorrent. Il gruppo ha comunque smentito ogni indiscrezione circolata in merito alle somme pagate per il download.
| Recensione           | Giudizio |
| -------------------- | -------- |
| AllMusic             | [ 19 ]   |
| The A.V. Club        | A-       |
| Entertainment Weekly | A        |
| The Guardian         | [ 22 ]   |
| Mojo                 | [ 23 ]   |
| Pitchfork            | 9.3/10   |
| Q                    | [ 25 ]   |
| Rolling Stone        | [ 26 ]   |
| Spin                 | 8/10     |
| The Times            | [ 28 ]   |

## Tracce
Testi e musiche dei Radiohead.
Lato A
1. 15 Step – 3:57
2. Bodysnatchers – 4:02
3. Nude – 4:15
4. Weird Fishes/Arpeggi – 5:18
5. All I Need – 3:49

Lato B
1. Faust Arp – 2:10
2. Reckoner – 4:50
3. House of Cards – 5:28
4. Jigsaw Falling into Place – 4:09
5. Videotape – 4:40

Disk 2 (solo edizione doppio vinile + CD extra)
1. MK 1 – 1:03
2. Down Is the New Up – 4:59
3. Go Slowly – 3:48
4. MK 2 – 0:53
5. Last Flowers – 4:26
6. Up on the Ladder – 4:17
7. Bangers + Mash – 3:19
8. 4 Minute Warning – 4:08

## Formazione
- Thom Yorke – voce, chitarra, pianoforte, tastiere, basso
- Jonny Greenwood – chitarra, tastiere, sintetizzatore, pianoforte elettrico, onde Martenot, pianoforte, organo
- Ed O'Brien – chitarra, batteria, percussioni, cori
- Colin Greenwood – basso, tastiere, sintetizzatore, percussioni
- Philip Selway – batteria, percussioni, cori, metallofono

## Classifiche
| Classifica (2008)         | Posizione massima |
| ------------------------- | ----------------- |
| Australia                 | 2                 |
| Austria                   | 12                |
| Belgio (Fiandre)          | 2                 |
| Belgio (Vallonia)         | 5                 |
| Canada                    | 1                 |
| Danimarca                 | 7                 |
| Finlandia                 | 2                 |
| Francia                   | 1                 |
| Germania                  | 8                 |
| Giappone                  | 11                |
| Irlanda                   | 1                 |
| Italia                    | 7                 |
| Norvegia                  | 6                 |
| Nuova Zelanda             | 2                 |
| Paesi Bassi               | 7                 |
| Regno Unito               | 1                 |
| Spagna                    | 19                |
| Stati Uniti               | 1                 |
| Stati Uniti (alternative) | 1                 |
| Stati Uniti (independent) | 1                 |
| Stati Uniti (rock)        | 1                 |
| Svezia                    | 6                 |
| Svizzera                  | 2                 |